# MaK G 765
A MaK G 765 háromtengelyes dízel-hidraulikus tolatómozdony, a MaK G 763 C utódja, amelyet a Maschinenbau Kiel (MaK) gyártott 1993 és 2002 között, összesen 17 példányban. A G 765 a G 761 C (1977–1982), a G 762 C (1977–1979), a G 763 C (1982–1993) és a G 764 C (1982) után a MaK ötödik háromtengelyes könnyű tolatómozdonya a vállalat 1977-ben indult harmadik generációs termékpalettáján. A G 765 külsőleg nagyban hasonlít az elődjeihez, azonban azoknál 480 milliméterrel hosszabb. MWM-, MTU- és Caterpillar-gyártmányú motorral is rendelhető volt. A legnépszerűbb kivitel a Caterpillar-motorral szerelt verzió volt; 17 legyártott mozdonyból 13 példányt azzal szereltek. A MaK G 765 kardántengelyes hajtással rendelkezik. Névleges teljesítménye 560 kW, maximális sebessége pedig 40 vagy 47 km/h. Szolgálati tömege akár 66 tonna is lehet. A tüzelőanyag-tartályának kapacitása 2000 liter.
A MaK G 763 C-t 1993. és 2002. között 17 példányban gyártották. Ezek szinte kizárólag a szén-, vas- és acéliparban, valamint a vegyiparban működő ipari vállalatokhoz kerültek. Valamennyi mozdony még mindig üzemben van. A német járműnyilvántartásban a 98 80 0264-es sorszámot jelölték ki a típushoz.

## Járműlista
A 17 gyártott gépből három Ausztriába került, a Voestalpine donawitzi és a Mayr-Melnhof Karton frohnleiteni üzemébe. A 17 gépből 15 ipari vállalat tulajdonában van, ebből négy csak a Leunawerkénél.
| MaK G 765-mozdonyok listája |             |                             |                                  |                          |
| Gyári szám                  | Gyártás éve | Első tulajdonos             | Legutóbbi ismert tulajdonos      | Megjegyzés               |
| 700106                      | 1993        | HKM „80”                    | E+H „771”                        | 98 80 0264 001–5 D–EH    |
| 700107                      | 1993        | HKM „81”                    | E+H „772”                        | 98 80 0264 002–3 D–EH    |
| 700108                      | 1993        | Leunawerke GmbH „181”       | InfraLeuna GmbH „181”            |                          |
| 700109                      | 1993        | Leunawerke GmbH „182”       | InfraLeuna GmbH „182”            | 98 80 0264 004–9 D–LEUNA |
| 700112                      | 1994        | HTB „V 71”                  |                                  | 98 80 0264 005–6 D–HTB   |
| 700113                      | 1994        | Stahlwerke Bremen „28”      | HBB „28”                         |                          |
| 700114                      | 1994        | Leunawerke GmbH „183”       | InfraLeuna GmbH „183”            | 98 80 0264 007–2 D–LEUNA |
| 700115                      | 1994        | Leunawerke GmbH „184”       | InfraLeuna GmbH „184”            | 98 80 0264 008–0 D–LEUNA |
| 700116                      | 1998        | B.E.S. „1”                  |                                  |                          |
| 700117                      | 1998        | H.E.S. „31”                 |                                  |                          |
| 700118                      | 2000        | H.E.S. „32”                 |                                  |                          |
| 700119                      | 2000        | B.E.S. „2”                  |                                  |                          |
| 700120                      | 2001        | Voest-Alpine Donawitz „V 1” | voestalpine Stahl Donawitz „V 1” |                          |
| 700121                      | 2001        | K+S, Werk Zielitz „2”       |                                  |                          |
| 700122                      | 2002        | Voest-Alpine Donawitz „V 2” | voestalpine Stahl Donawitz „V 2” |                          |
| 700123                      | 2002        | Mayr-Melnhof Karton         |                                  |                          |
| 700124                      | 2002        | B.E.S.                      |                                  |                          |

## Fordítás
- Ez a szócikk részben vagy egészben  a   MaK G 765 című német Wikipédia-szócikk ezen változatának fordításán alapul.  Az eredeti cikk szerkesztőit annak laptörténete sorolja fel. Ez a jelzés csupán a megfogalmazás eredetét és a szerzői jogokat jelzi, nem szolgál a cikkben szereplő információk forrásmegjelöléseként.